# Pont-barrage de Monsin
Ne doit pas être confondu avec Pont-rails Monsin.
Le pont-barrage de Monsin, situé en aval de la ville de Liège, réalisé par l'architecte Joseph Moutschen et inauguré en 1930 a remplacé plusieurs écluses situées en pleine ville et contribue à réguler le cours de la Meuse canalisée en y maintenant un niveau aussi constant que possible pour la navigation. En cas de crue, ses vannes sont ouvertes pour éviter l'inondation de Liège.

## Situation
Situé en aval de Liège en face de la brasserie Piedbœuf (qui fabrique la bière Jupiler), il est surmonté d'une route reliant Jupille au port autonome de Liège.

## Histoire
La réalisation d'un pont barrage sur la Meuse, à hauteur de Jupille-sur-Meuse, est adjugée en février 1928.
Sa construction commence en mai 1928, la société Cockerill entamant la réalisation de toutes ses parties métalliques. Une centrale hydro-électrique lui est accolée. 
Il est inauguré à l'occasion de l'Exposition internationale de 1930.
Le 11 mai 1940, durant la Seconde Guerre mondiale, le pont est en partie détruit. 
De 2020 à 2022, une campagne de lourds travaux de réfection devait permettre le changement de toutes les vannes (soit six vannes, trois par été, à raison de deux vannes par an). Cependant la pandémie de Covid-19 a bloqué le chantier de 2020, poussant le Service public de Wallonie a programmer le changement de quatre vannes durant l’été 2021. Bien qu'une grande partie de l'Europe et de l'hémisphère nord était en situation de sécheresse et de canicule, cette partie de l'Europe a été au contraire touchée par un phénomène météorologique inhabituel de goutte froide persistante, source d'une pluviométrie très anormalement élevée, qui en juillet 2021 a causé de graves inondations en Belgique, en Allemagne et aux Pays-Bas, contraignant la bourgmestre de Liège à recommander à ceux qui travaillent à Liège et aux touristes de partir, les habitants étant, eux, invités à monter aux étages. Une crue exceptionnelle était attendue et le 15 juillet (+ 1,5 m)), alors qu'à cause des travaux le barrage n'était en effet que partiellement fonctionnel avec seules deux vannes sur six opérationnelles. 

À partir du 14 juillet, des réunions de crise se sont déroulées, pendant lesquelles les autorités ont décidé de sacrifier le chantier en supprimant la structure temporaire d’étanchéité mise en place pour trois des quatre vannes indisponibles. Ceci a permis de limiter les dégât en évitant à la ville d'être submergée par la Meuse, mais génèrera des coûts importants (plusieurs millions d'euros supplémentaires) et un nouveau retard du chantier,.

## Culture
Ce pont-barrage joue un rôle-clé dans le roman de l'auteur belge Armel Job, La Disparue de l'île Monsin (Robert Laffont, 2020).